# Публий Осторий Скапула
Публий Осторий Скапула (на латински: Publius Ostorius Scapula; † 52, Британия) е политик и генерал на Римската империя през 1 век.
Осторий Скапула е син на Квинт Осторий Скапула (първият преториански префект). Племенник е на Публий Осторий Скапула (управител на Египет от 3 г. до 10/11 г.). Публий е баща на Марк Осторий Скапула (суфектконсул 59 г.).
По времемто на император Клавдий Скапула става суфектконсул, вероятно през 46 г. Между 47 – 52 г. той сменя Авъл Плавций и става вторият управител на Британия, (legatus Augusti pro praetore).
През зимата на 47 г. той води поход против келтските бриганти в Средна Англия и против ицените в днешен Уелс. След победата против ицените неговият син Марк Осторий Скапула, който служи като военен трибун при него, получава за спасяването на римски граждани наградата corona civica.
Към военните подвизи на Осторий Скапула се числи потушаването на въстанието на силурите. За залавянето на вожда им Каратак през 51 г. Сенатът му гласува даването на триумф (ornamenta triumphalia). Той се разболява и умира през 52 г. преди да получи наградата си.
На негово място идва като управител Авъл Дидий Гал.